# Blu-ray Disc
Blu-ray Disc（ブルーレイディスク）は、青紫色半導体レーザーを使用する光ディスク。第3世代光ディスクの一種。DVDの後継であり、Ultra HD Blu-ray（4K Ultra HD Blu-ray）の前身である。

## 概要
高精細度テレビジョン放送（HDTV、日本ではハイビジョンとも）の映像を録画することを目的に開発された。記憶容量は23.3GB/25GB/50GB/100GB/128GBのディスクが規格・製品化されているほか、研究レベルではTDKが2009年に10層320GB、2010年には16層512GBの試作に成功している。
一般的な略称は「BD（ビーディー）」である。あるいは単に「ブルーレイ（Blu-ray）」と呼ばれることも多い。名称が「Blue-ray」ではなく「Blu-ray」になっているのは、「Blue-ray Disc」とすると英語圏の国々では「青色光（で読み取る）ディスク」を意味する一般名詞と解釈され、商標登録が認められない可能性があるためである。
DVDなどと同様、すべてのメディアに「データ用（for DATA）」と「ビデオ録画用（for VIDEO）」の2種類があるが、違いはないため、データ用ディスクで映像を録画することも可能である。ビデオ録画用ディスクは日本の地上デジタルテレビ放送移行前は私的録音録画補償金制度によりデジタルコピーに対する補償金が上乗せされていたが、デジタルテレビ完全移行後はコピー・ワンスやダビング10の「デジタルコピーガードがある」という理由より補償金を上乗せせずに販売されている。
やがて、ハードディスクドライブ（HDD）の大容量化や原材料費の高騰などにより、記録用光ディスクの市場は縮小傾向にあった。さらに時代が下ると、データの保存先が物理メディアからインターネット上のクラウドストレージに移行したほか、ストリーミングサービスも活況を迎えており、これを理由に記録用ブルーレイの製造を取りやめるところも出てきた。

## 仕様

### 構造
サイズは直径12cmのほかに8cmが存在する。
波長405nmの青紫色半導体レーザーと、0.1mmの保護層（カバー層）の光ディスクを使うことでレンズのNA値を0.65から0.85に上げたことで
、DVDの5倍以上の記録容量（1層式ディスクで25GB、2層式ディスクの場合は50GB、ほか）を実現している。青紫色は可視光線の中で最も波長が短いことから、ソニーはBDを「家庭用光ディスクの最終形」とホームページ上でうたっている。一方で保護層（カバー層）をDVD、HD DVDは0.6mmでCDは1.2mmであるのと比較して厚さを薄くしたことで、傷に対する耐久面で難点がある。
BDでは記録層の数に応じて1層（単層）をSL（Single Layer）、2層（複層）をDL（Dual Layer）、BDXL（多層）規格の3層をTL（Triple Layer）、同じくBDXL（多層）規格の4層をQL（Quad Layer）と表記することがある。例えばBD-RであればそれぞれBD-R SL、BD-R DL、BD-R TL（BDXL-R TLとも）、BD-R QL（BDXL-R QLとも）となる。

### 転送速度
等速は36Mbpsすなわち4.5MB/s。これはDVDの転送速度を1倍速（1.4MB/s）として、約3倍速に相当する。BD-ROMは1.5倍速の54Mbpsすなわち6.75MB/sが標準転送速度である。追記型ディスクであるBD-Rは現在6倍速の216Mbpsすなわち27MB/s、書き換え型のBD-REは2倍速の72Mbpsすなわち9MB/sまで規格化され、BD-R/REディスク、BDドライブが商品化されている。なお、6倍速記録に対応したBD-Rに、12倍速で書き込み可能なBDドライブも発表されている。

### 記録時間・容量
1層のディスク（25GB）では日本の地上デジタル放送（ISDB-T、1440×1080i、約16.8Mbps）なら3時間強、日本のBS2Kデジタル放送（ISDB-S、1920×1080i、約24Mbps）で2時間強のハイビジョン映像を収録可能。また動画圧縮/伸張用にMPEG-4 AVC/H.264エンコーダを搭載したBD/HDDレコーダーでは片面2層ディスク（50GB）を用意することでXPモード（S-VHS標準モード並みの画質）で約10時間30分、SPモード（S-VHS3倍モード並みの画質）で約21時間録画可能とされている。
1層ディスクは25GBが登場する前は23.3GBのディスクが発売されていた。また、3層ディスクは100GB、4層ディスクは128GBである。
8cmディスクの容量は1層で7.5GB、2層で15GBとなる。現在1層7.5GBのみが商品化されている。

### 拡張性
Blu-ray Discは、1枚のディスクの多層化により大幅な容量の拡張が可能である。BD-ROMに関しては8層構造までが学会発表済みであり、実用可能であると考えられる。これが実現すれば1枚のディスク（25GB×8層）で容量が200GBを超える光ディスクメディアが誕生することになる。BD-RE/BD-Rの記録型光ディスクについては片面4層（128GB）構造までが「BDXL」（Blu-ray Disc Extra Large）として2010年6月に規格が策定され、3層で100GBのBD-R TL・BD-RE TLと4層で128GBのBD-R QLが製品化されている。BDXL対応でないBD対応機器では動作しない。
TDKは2006年4月26日、「33.3GB×6層」の200GBの追記型Blu-ray Discを光ディスク関連技術の国際会議「ODS 2006」で試作品として発表した。1枚のディスクにHD映像を約18時間分格納できる。信号処理技術の進歩で1層あたりの記憶容量が拡大したため、各層あたり33.3GBのデータが格納できるようになったという。
2008年1月24日のソニー発表によれば、BD用などの記録・再生光ディスクドライブの薄型化・低コスト化できる光集積デバイス（レーザカプラ）を日亜化学工業と共同開発した。高効率の1ビーム光学系を採用し、さらに独自の小型パッケージング技術を活用したことで厚み3mm未満、面積14mm×7.4mmと小型・薄型化を実現。BDなどの2層メディアでの信号読み出しを最適化し、安定的な記録・再生を可能にするドライブや光学ピックアップが設計できるようになるという。BDドライブの薄型化とコスト低減に向け、2008年内に量産化を目指すとした。
2008年7月7日、パイオニアはBDと互換性を有する400GB光ディスク技術を開発したと発表。BDと同じ25GBの記録層を16層に積層した再生専用光ディスクだが、記録型ディスクにも応用可能という。また、対物レンズの光学的仕様がBD規格と同一で、互換性維持が可能。
また、パイオニアのロードマップによれば2008年から2010年にかけて再生専用ディスクを開発し、さらに2010年から2012年にかけて書き込み・書き換え可能ディスクの開発を行うとし、2013年には記録層が40層で記録容量1TBの再生専用ディスクが登場する予定となっていたが、商品化はされていない。
2010年、TDK（イメーション）は片面16層で容量512GBの光ディスクを開発したと発表した。両面記録では容量1,024GB（1TB）となり、世界初の1TB級の光ディスクを実現した。
2014年5月13日、パイオニアとメモリーテックは片面256GB/両面512GBの「データアーカイブ用 次世代大容量光ディスク」を発表した。

### 環境への配慮
2004年4月15日、凸版印刷とソニーは、「材質の51%以上が紙のディスクを共同開発した」と発表。近いうちに紙の割合を70%以上まで引き上げると発表している。多くの自治体において、燃えるゴミとして捨てることが可能となる。また、日本ビクター（現：JVCケンウッド）やパイオニアはトウモロコシの澱粉（デンプン）から合成されたバイオプラスチックによるディスクを開発した。両社の技術や原料は同じだが、製法が若干異なる。

## 規格
DVDでは読み出し専用規格を先に策定したために、書き込み型フォーマットの策定では規格が乱立した。また、CDやDVDでは初期の再生専用ドライブでは書き換えメディアは反射率が低いため、読み込めないという問題があった。これらの反省からBDでは書き換えメディアフォーマットを先に策定して、共通の仕様にて読み出し専用メディアにも対応する方向で開発が進められた。したがってBDでは反射率の問題は発生しない。また、現行メディアとの併用も考慮し、波長や基板厚の異なるCD/DVD/BDに1つの光ヘッドで対応するための、いわゆるユニバーサルプレーヤー向けの技術開発も当初の段階から行われた。規格はBlu-ray Disc Associationが策定している。
BD-RE Ver.1.0以外はベアディスク（bare disk, カートリッジに入っていないむき出しディスク）でカートリッジはオプション。
|                              | BD-RE Ver.1.0    | BD-RE Ver.2.0以降 | BD-R       | BD-ROM           |
| ---------------------------- | ---------------- | ----------------- | ---------- | ---------------- |
| 単層ディスクの容量           | 23.3GBまたは25GB | 25GB              | 25GB       | 25GB             |
| カートリッジ                 | 必須             | オプション        | オプション | オプション       |
| ファイルフォーマット         | BDFS             | UDF               | UDF        | UDF              |
| アプリケーションフォーマット | BDAV             | BDAV              | BDAV       | BDMV             |
| 著作権保護技術               | BD-CPS           | AACS              | AACS       | AACS             |
| 記録速度                     | 1x               | 1 - 2x            | 6x         | 1.5x（再生速度） |

物理フォーマットは以下の各節の通りである。

### BD-RE

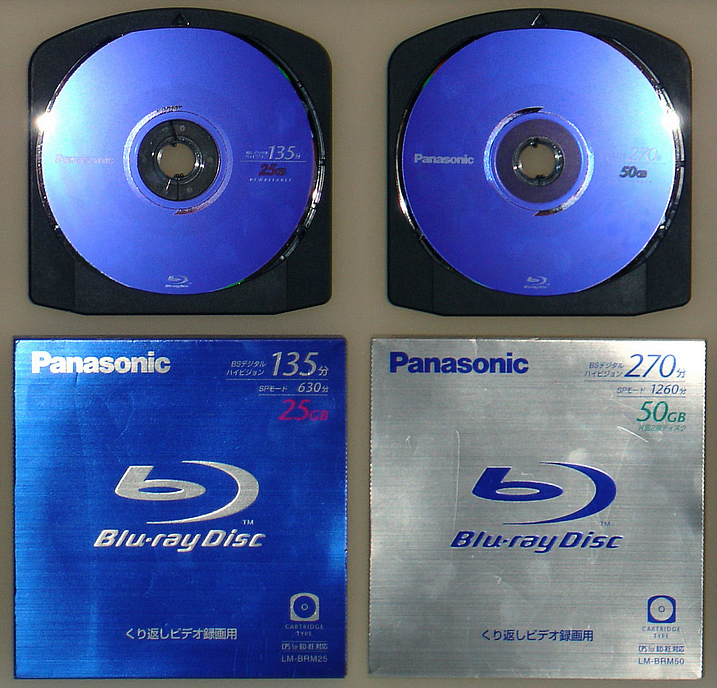
BD-RE Ver.1.0ディスク 25GB BD-RE Ver.1.0ディスク 50GB

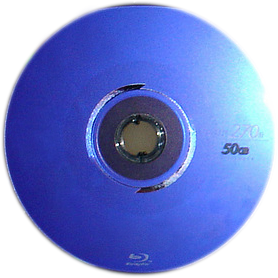
BD-RE Ver.1.1ディスク。記録面の耐久性が改善され、ベアディスクが実現した

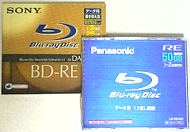
BD-RE Ver.2.1ディスク
（パッケージ）
左：25GB、右：50GB（2層）

BD-RE（Blu-ray Disc Rewritable）は、書換え型ディスクである。相変化記録技術方式を採用し、上書き可能回数は理論上、1万回以上とされている。
BD-RE Ver.1.0
2002年6月に規格策定、2003年4月にメディア発売。
メディアはカートリッジ付きのみ。記録速度は1倍速のみ。記憶容量は、23.3GB（Single Layer）。
ファイルシステムはBDFS。
アプリケーション規格はデジタル放送録画用のBDAV規格。
著作権保護技術はBD-CPSを使用。
BD-RE Ver.1.1
2004年7月に規格策定。
記憶容量は、25GB（Single Layer） / 50GB（Dual Layer）。
そのほかはVer.1.0と同様。
BD-RE Ver.2.0
論理フォーマットは2004年7月、物理フォーマットは2006年1月に規格策定。
ハードコート技術を前提とした表面の強度の規定が追加されたため、ベアディスクが基本となり、カートリッジはオプションとなる。
記録速度は1 - 2倍速に対応。
ファイルシステムはUDF 2.5に変更。
アプリ規格はVer.1.0と同じBDAV規格。
著作権保護技術はAACSに変更。
BD-RE Ver.2.1
アプリ規格、物理規格、ファイルシステム、著作権保護技術はVer.2.0と同じ。
録画時間を延長するためMPEG-4 AVC High Profileのビデオ圧縮技術が追加された。
BD-RE Ver. 3.0
物理規格、ファイルシステム、著作権保護技術はVer.2.0と同じ。
アプリ規格はBD-ROMのアプリ規格であるBDMVを使用して、PCで編集したコンテンツやカムコーダで録画したコンテンツを格納することが可能。
BD-RE Ver. 3.0対応のBlu-ray DiscプレーヤではBlu-rayカムコーダで録画したBlu-ray Discの再生が可能。

### BD-R
BD-R（Blu-ray Disc Recordable）は、ライトワンスディスクである。BD-Rでは記録層に「無機系記録材料」または「有機系記録材料」を使用する。無機系は経年劣化に強いが高価である一方、有機系は従来のDVD-Rなどと同じものであり、製造コストが安いが経年劣化しやすい。当初は無機系ディスクの価格が高かったが、現在では価格にほとんど差がなくなったため、有機系記録ディスクはしだいに販売されなくなった。
2002年8月にVer.0.5として規格策定、2005年初頭にVer.1.0が承認される。
BD-R Ver.1.1
物理規格はハードコート技術を前提とした表面の強度の規定が追加されたため、ベアディスクが基本となっている。
記録速度は1 - 2倍速に対応。
ファイルシステムはUDF 2.6。
アプリ規格はBD-RE Ver.1.0と同じBDAV規格。
著作権保護技術はAACSを使用。
BD-R Ver.1.2
物理規格はVer.1.1と互換性を保ったままであるが、無機系記録材料の場合は4倍速記録対応になり、有機（色素）系記録材料のディスクの規定（1 - 2倍速）が追加された。
BD-R Ver.1.3
物理規格はVer.1.1と互換性を保ったままであるが、無機系記録材料の場合は6倍速記録に対応。
BD-R Ver.2.0
物理規格、ファイルシステム、著作権保護技術はVer.1.2と同じ。
アプリ規格はBD-ROMのアプリ規格であるBDMVを使用し、PCで編集したコンテンツやカムコーダで録画したコンテンツを格納することが可能。

#### BD-R LTH
BD-R LTHディスクは太陽誘電と三菱化学メディアが2008年2月26日から、マクセルが3月上旬から、日本ビクター（現：ビクターアドバンストメディア）が3月下旬から発売した。
従来の無機素材タイプとは異なり記録面に有機色素を用いて、化学変化により反射率を低から高にするという記録方式であり、BD-R LTHのLTHはLow To Highを指す。BD-R Ver.1.2から制定された。
メリットとして、従来のDVD-Rディスクの製造法と近いことによる低価格化があるが、2008年6月。デメリットとして、書き込み速度の低下や保存性耐久性の低下が考えられる。
IFA2007においてBD-R LTHの試作品が展示されたが、Ver.1.2未対応の機器との互換性はない。
概ね2007年末商戦以降のBD機器はLTH対応だが、それより前のBD機器はLTH非対応である。しかし非対応の場合であっても、ファームウェアの更新によりLTH対応になる場合がある。
素材の関係からしばらくの間は2倍速止まりが続いたが、2009年4月に三菱化学の子会社である三菱化学メディアが6倍速メディアの規格認定を受け夏頃に生産・出荷する予定であった。アゾ色素を採用したものがVerbatimブランドで発売された。

### BD-ROM
BD-ROM（Blu-ray Disc Read Only Memory）は、読み出し専用ディスクである。2002年7月にVer.0.5で規格策定され、2004年8月にVer.1.0が承認された。2006年第4四半期から映画などのコンテンツの販売が開始された。
BD-ROM Ver.1.0
物理規格はベアディスクが基本。再生速度は1.5倍速。
記憶容量は、25GB（Single Layer） / 50GB（Dual Layer）。
ファイルシステムはUDF 2.5。
アプリ規格は映画コンテンツを格納するためのBDMV規格。
著作権保護技術にはAACSを使用。
2006年3月に失効した。
BD-ROM Ver.2.0
RPC（Region Playback Control）を採用。
アプリ規格はBDMVに加え、BD-J規格がともに採用される。
ファイルシステムは引き続きUDF 2.5である。

## ファイルフォーマット
ファイルフォーマットはBD-RE Ver.1.0のみBDFSを採用し、それ以降はすべてのメディアでUDF 2.50以降が採用された。
これによりBD-Rでも擬似的に（BD-REやDVD-RAMのように）リライタブルメディアとして手軽に扱え、PCとの親和性が高まることや、書き込み時のファイナライズ処理を必要としないことといったメリットがある。

## アプリケーションフォーマット

### AVCREC
AVCRECは、BDAVを応用してDVDにハイビジョン規格映像を記録する技術規格。関連する規格としてAVCHDも存在する。

#### BD9
製品化はされていないが、BD9というワーナー・ブラザースが提案したDVDメディアにBDのアプリケーションフォーマットで圧縮映像を入れる規格が存在する。同様のコンセプトでHD DVD側に策定されたHD DVD9とともに3x DVDという総称でも呼ばれる。
この規格は、DVD-Videoの3倍の帯域幅を持ち、MPEG-2の代わりにVC-1やH.264といったより高圧縮のコーデックを用いることで、ハイビジョン規格の映像をDVDメディアに保存することを可能とするものである。DVDメディアであるため、記録容量がBDに比べ少なく、記録時間や画質の面ではBDに劣る。また、一般的なDVD-Video規格とはまったく異なるため、DVDプレイヤーで再生することはできず、再生にはBDプレイヤーが必要である。
当初にワーナー・ブラザースが想定していたものは、片面2層8.5GBのDVDへ平均ビットレート8Mbpsで120分のハイビジョン映像を収録することにより、3x DVDに対応した青紫色半導体レーザーを用いないDVDプレーヤーで再生可能にすることであった。

### BDMV
BDMVは読み出し専用型BD（BD-ROM）で採用されている記録フォーマットである。解像度は最大1080i（または1080p）/60、720p/60である。
動画圧縮/伸張技術
- MPEG-2（Moving Picture Experts Group）
- H.264/MPEG-4 AVC High Profile
- VC-1 Advanced Profile

競合規格であるHD DVDではH.264/MPEG-4 AVCとVC-1などの新圧縮技術を採用したが、Blu-rayでは当初MPEG-2が採用された。理由は一般的な既存のDVD（DVD-VideoおよびDVD-VR）や現状の日本で行われているデジタル放送（地上デジタル放送およびBSデジタル放送）で使われているMPEG-2よりも圧縮能力に優れているが、H.264/MPEG-4 AVCはもともと携帯電話などの小さな画面を主体に開発された技術のため、そのままではHD映画の画質再現に問題があった。それにより当初ハリウッド企業は新コーデックの採用に積極的ではない会社も多かったためである。しかしMPEG-2の採用によって、初期に発売されたBDビデオソフトは画質が必ずしも満足できるものではないとの指摘もあった。
その後、HD映像用に新たにパナソニックハリウッド研究所（PHL）により開発されたMPEG-4 AVC High Profileが制定され、このHigh Profileを使えばHD映画の画質をMPEG-2以上に向上させられることが確認され、ハリウッドでも評価を得た。VC-1に関しても、VC-1の開発元であるMicrosoftがHD DVDの支持を表明したことで、次期OSにBlu-ray Discが採用されないことになると普及の妨げになることが懸念された。
このため2004年9月にHD DVDより7か月遅れでMPEG-4 AVC High ProfileやVC-1の採用が決まり、その後BD-Videoの映画タイトルに採用されるようになり、現在ではほとんどのソフトにMPEG-4 AVC、VC-1のどちらかが採用されている。
字幕はDVDに比べ鮮明になっている。大画面表示を前提として制作されているため、小さい画面で観ると読みづらくなることがある。
音声圧縮/伸張技術
- リニアPCM（Linear Pulse Code Modulation）
- ドルビーデジタル（Dolby Digital）（AC-3）
- DTS（Digital Theater Systems） デジタルサラウンド
- ドルビーデジタルプラス（DD+）（*）
- ドルビーTrueHD（*）
- DTS-HDマスターオーディオ（*）
- DTS-HDハイレゾリューションオーディオ（*）
- ドルビーアトモス（*）
- DTS:X（*）

（*）：Blu-ray Discではオプション扱い。
ドルビーアトモス、ドルビーデジタルプラス、DTS:X、DTS-HDマスターオーディオは一部のプレイヤーでは対応していない場合もあるが、これらの音声コーデックは下位互換性があるため、非対応の機器でそれらの音声を再生した場合は下位互換性のために自動でドルビーアトモス→ドルビーTrueHD（またはドルビーデジタルプラス）→ドルビーデジタル、DTS:X→DTS-HDマスターオーディオ（またはDTS-HDハイレゾリューションオーディオ）→DTSの順に音源が劣化するが、DTS-HDマスターオーディオは5.1ch、2.0chの音源出力も可能である。PCMを利用した非圧縮音源によるサラウンド5.1ch、7.1chの出力にも対応（主に国内映画などで非圧縮PCMが採用される傾向にある）。

### BDAV
BDAVはBDレコーダーで書き込み型BD（BD-R、BD-RE）に録画したときに使われる記録フォーマットである。
動画圧縮/伸張技術
- MPEG-2（Moving Picture Experts Group）
- H.264/MPEG-4 AVC High Profile

音声圧縮/伸張技術
- AAC（Advanced Audio Coding）
- ドルビーデジタル（Dolby Digital）（AC-3）

### インタラクティブ技術
高度なメニューやネットワーク機能などを実現する技術として、Javaの一種であるBlu-ray Disc Java（略称：BD-J）が採用された。BD-JはすべてのBDプレーヤに搭載されているため映像を使った対戦ゲーム、シューティングゲーム、インベーダー型ゲームなどを附録に入れたBDタイトルが発売されている。また、2007年11月以後に発売されるBDプレーヤーには、追加のJavaインタラクティブ機能（ピクチャインピクチャ機能など）の搭載が義務づけられる。ネットワーク機能としては「BD-Live（Blu-ray Disc Live）」と呼ばれるプロファイルが標準化されている。
HD DVDではマイクロソフトが中心となって開発した「iHD（現：HDi）」が採用され、マイクロソフトがHD DVDを支持する要因のひとつとなっていた。BDでもHDiを採用する提案がなされたが採用は見送られた。

#### BD-Live
インターネットから追加コンテンツやゲームなどを行える機能である（BD-ROMプロファイル2.0）。BD-Liveに対応したソフトとBD-Liveに対応したBD再生可能機器（PlayStation 3など）が必要である。追加データの記録は再生機器のハードディスクに記録される。BD再生専用機などハードディスクを持たないプレーヤーではUSBメモリなどの外部記録媒体を用いる必要がある。この機能は2010年ごろに一時的に普及したのみで現在はほとんど使用されなくなったが、AACSの都合上ブルーレイプレイヤーはインターネット接続が必須である。
また、BD-Liveの機能を応用し、ブルーレイプレイヤーの内蔵ストレージ（どのプレイヤーにも必ず搭載）に追加データを少量記録することが可能である。記録されたストレージデータはプレイヤー側で任意に削除できる。ただし、この機能が確認されている作品はパシフィック・リムのレンタル版BD-ROMなどごく少数である。

#### ProFile
BD-ROMでは、ビデオデコードやBD-Jを必要としないオーディオのみのプレーヤープロファイル（BD-Audio）を含む4つのBlu-rayディスクプレーヤープロファイルが策定されている。なお、ビデオベースのプレーヤープロファイル（BD-Video）においてはBD-Jが必須である。
|                                                   | BD-Audio    | BD-Video    | BD-Video    | BD-Video    | BD-Video |
| ------------------------------------------------- | ----------- | ----------- | ----------- | ----------- | -------- |
| Grace Period                                      | BD-Audio    | Bonus View  | BD-Live     | Blu-ray 3D  |          |
| Profile 3.0                                       | Profile 1.0 | Profile 1.1 | Profile 2.0 | Profile 5.0 |          |
| 内蔵メモリ要件                                    | 不要        | 64KB        | 64KB        | 64KB        | 64KB     |
| 内蔵ストレージ                                    | 不要        | オプション  | 256MB以上   | 1GB以上     | 1GB以上  |
| 二次ビデオデコーダー （ピクチャ・イン・ピクチャ） | -           | オプション  | 必須        | 必須        | 必須     |
| 二次音声デコーダー                                | オプション  | オプション  | 必須        | 必須        | 必須     |
| 仮想ファイルシステム                              | 不要        | オプション  | 必須        | 必須        | 必須     |
| インターネット接続機能                            | なし        | なし        | なし        | 必須        | 必須     |

## コンテンツ管理システム

### 著作権保護技術
4つの技術を使用し、コンテンツの著作権保護を図る。コピーガードを大幅に強化、DVDに比べ海賊版作製とその視聴がより困難と言われている。これにより、ブルーレイプレイヤーの一部（PlayStation 3など）は定期的なハードウェアのバージョンアップを要求される事がある。
なお、BD-RE Ver.1.0ではBD-CPSと呼ばれるコピーガードシステムが採用されたが、BD-RE Ver.2.0以降やBD-R、BD-ROMではAACSが採用された。
AACS
Advanced Access Content Systemの略。DVDのCSSやCPRMに代わって採用された。
AACSのカバー範囲はTV放送およびインターネットを利用したコンテンツ配信、家庭内のネットワーク配信など、現在想定できる使用用途のほぼすべてと広範囲にわたる。また、再生専用メディアだけではなく記録型メディアにも対応し、コンテンツのムーブやDRMによって認められたコンテンツの複製をセキュアに管理する。
AACSはBDレコーダーの一部機種、およびごく一部の廉価版BDプレイヤーでは最新作のBD-ROMの挿入によって、インターネットへの接続を経由せずとも自動的に暗号鍵が更新されるが、PlayStation 3をはじめとしたゲーム機、ほぼすべてのBDプレイヤー、およびPC上の全てのブルーレイ再生用ソフトウェアはインターネット回線への接続を経由し、プレイヤーやOSの更新を行わなければAACSを最新のバージョンにすることができなくなるよう対策されている。AACSは毎年2月ごろに更新される。
BD+
BD独自の機能。コンテンツ企業がディスク内に不正な改変が加えられていないかチェックするプログラムを導入し、BDプレーヤー内の仮想マシンで動作させ、不正な改変が見つかれば、再生を止めることができる。
コンテンツ保護プログラムが破られた際にも、新たなコンテンツ保護プログラムをBDプレーヤーに導入できる。
破られたコンテンツ保護プログラムをコンテンツ企業が後から自動的に更新できるため、非正規に複製されたディスクの視聴は実質的に不可能になると考えられている。なお、BD+はキーが改変されたプレーヤーのみに影響する。
ライセンス供与はBD+ Technologiesが行う。
ROM Mark
一般に流通しているBDドライブでは記録できない特殊なビットをBD-ROMに書き込み、BD-ROM原盤の偽造を困難にする技術。
ライセンスを受けたBD-ROMメーカーに提供される機器でしか扱えず、スタンパーを入手しただけではこの特殊なビットは書き込めない。
Cinavia
コピーガード規格の一つ。Cinaviaに対応した機種でCinavia対応コンテンツをHDMIから出力させ、その映像を録画しようとすると、対応機器は自動的に音声や映像をミュートする。

### リージョンコード
| リージョンコード | 地域                                                                             |
| ---------------- | -------------------------------------------------------------------------------- |
| A                | 南北アメリカ、東南アジア、日本、朝鮮半島、香港、マカオ、台湾およびそれら海外領土 |
| B                | ヨーロッパ、中近東、アフリカ、オセアニアおよびそれら海外領土                     |
| C                | 中央・南アジア、中国本土、ロシア、モンゴル                                       |

Blu-ray規格のリージョン
■黄：リージョンA
■緑：リージョンB
■紫：リージョンC

ブルーレイディスクには再生できる地域を制限することを目的としたリージョンコードが指定されている。これは地域の区分けこそ異なるものの原則として従来のDVDリージョンコードと同様のものであり、ある一定の地域で販売されたプレーヤーではそれと同じ地域で発売されたソフトしか再生できない。このシステムは当初ブルーレイにはなかったものであるが、映画会社の強い要望により3つの地域に分割された方式が採用された。
これにより映画会社は特に販売価格、日付、内容を地域によって制御することが可能になる。また、地域の制限を設けないリージョンフリーでも作成できるため、すべての地域で再生可能なソフトを作成することもできる。そのため2008年上半期の時点で発売されたソフトのおよそ3分の2のソフトはリージョンフリーで作成されている。
韓国、マレーシアなどほかのブルーレイ生産国と同様、日本はアメリカと同じリージョンに属するためDVD-Videoとは異なりアメリカ製ソフトの輸入版を再生することが可能である。

### 言語設定
DVDでは容量などの都合上から20世紀FOX、パラマウントなどを除いてほとんど行われていなかったが、Blu-ray以降はリージョンコード以外のデータを国際間で共通させたデータのディスクを製造できるようになった。また、Blu-rayプレイヤーに設定された二つの地域情報により、一部の字幕・音声を選択できなくなるような仕様にすることも可能である。また、設定上可能な言語数もDVDより大幅に増加し、古語に該当する言語も追加されている。
例としてPlayStation 3の場合、リージョン以外の二つの地域情報を変更できる設定項目は「BD / DVD - 視聴年齢制限使用地域」や「BD/メニュー言語」などが該当する。前者を変更した場合、BD-ROM内の許諾画面の言語のみが変更される。このように、Blu-rayには三つの言語・リージョン設定の項目が存在する。Blu-rayのリージョンコードを再生機器側から変更することは不可能だが、近年製造されたBD-ROMはリージョンコードをジャケットにすら記載していない場合があり、この場合は事実上のリージョンフリーディスクである。

## 派生規格

### BD・DVDコンビネーションROMディスク
BD・DVDコンビネーションROMディスクとは、日本ビクターが開発した、BD1層+DVD2層の計3層構造のディスク。BDドライブ、DVDドライブどちらでも読み込みが可能。
日本ビクターの技術をもとに、共同テレビジョンとインフィニティ・ストレージ・メディアが開発した、BD1層・DVD2層ディスクが、2009年2月に製品化される。光の波長によって透過率が異なる半透明の金属膜を使用し、BDドライブで再生するとDVD層は認識されない。このため、既存のBD機器で特別な対処をすることなく再生できるとしている。

### Blu-ray 3D
Blu-ray 3Dは、2009年12月に発表された、3D映像をBDに収録するためのハードウェアとソフトウェアの双方の規格である。Blu-ray Disc Associationにより策定された。
規格としてH.264/MVC（マルチビュー符号化）を採用する。従来のサイド・バイ・サイド方式などとの互換性がないため、Blu-ray 3D 方式に対応したプレーヤー/レコーダーが必要である。テレビとの間はフレームパッキング方式により伝送するため、その方式に対応した3D対応テレビ、そして伝送帯域が従来より広がるため、HDMI1.4a以降対応（いわゆるHDMI 3D対応）のケーブルが必要になる。それらを用意できなかった場合、Ultra HD Blu-rayのように映像のダウンコンバートは行われないので映像を一切視聴できなくなる。ただし、Blu-ray 3D用の映像とBlu-ray Disc用の映像を両方含んだBD-ROMも存在する。
2010年4月23日にはパナソニックから対応BDレコーダー（DMR-BWT1000・2000・3000）、BDプレーヤー（DMP-BDT900）が発売された。
他社もこれに追従し、シャープは2010年7月30日にBD-HDW70/700を発売し、ソニーは2010年9月25日（BDZ-AX2000のみで、ほかのモデルは10月22日）にBDZ-AX1000/2000、BDZ-AT300S/500/700/900を発売した（ソニーは全モデル3D対応）。東芝からは2010年8月下旬にBDプレーヤーのSD-BDT1、2010年11月下旬にレコーダーのRD-X10（RD-BR600・BZ700・BZ800はバージョンアップで対応）が発売された。
ブルーレイ録画、再生、Blu-ray 3D対応テレビでは、2010年8月27日にパナソニックがTH-P42/46RT2Bを発売した。三菱電機はLCD-40/46/55MDR1を2010年10月21日に発売した。ソニーはKDL-40/46/55HX80Rを2010年12月5日に発売した。
ソニー・コンピュータエンタテインメントは2010年9月21日にPlayStation 3をシステムソフトウェアの更新にてBlu-ray 3Dに対応させた。その後発売されたPlayStation 4、Xbox Oneシリーズも対応している。
2017年、販売の低迷から3Dモニターおよび3Dテレビの新規製造を各社中止。2018年現在販売されている3D対応機種は在庫品のみ。また、そのほとんどが4K対応テレビであり20万円から100万円という実売価格である。そのため、新規にBlu-ray 3D視聴環境を整える事が困難となっている。なお、Oculus Rift、HTC Vive、Windows Mixed Realityに代表されるバーチャルリアリティ用ヘッドマウントディスプレイではBlu-ray 3Dの映像を直接視聴することができない。
2019年現在、もっとも安価なBlu-ray 3D視聴環境は、3Dプロジェクター、もしくはPlayStation 4とPlayStation VRの組み合わせだけである。前者は映像を投影する壁やスクリーンが必要であり、後者はヘッドマウントディスプレイをかぶることにより複数人で視聴できないというデメリットがある。そのため、3D対応テレビのような手軽さはない。PlayStation 5、Xbox Series XではどちらもBlu-ray 3D再生機能を廃止した。

### 4K ULTRA HD Blu-ray
4K ULTRA HD Blu-ray（Ultra HD Blu-ray、UHD BD）は4Kに対応する、BDの上位規格。BD-ROMとディスクの外見が全く同じであるが、書き込み規格が変更された上にセキュリティがさらに頑丈になり、既存のBDプレイヤーと互換性が存在しない。また、R/RE規格が存在しない。

### Total Hi Def
2007年1月、ワーナー・ブラザースは片面にHD DVD、もう片面にBDを収めた両面ディスク「Total Hi Def」を発表した。この時点では2007年後半発売予定とし、2規格が店頭に並び混乱を生じることへの解決策として製品化が進められたが2007年秋に開発中止され、さらに2008年1月のワーナーのBD一本化発表により必要性がなくなったため、結局製品化はなされなかった。

## 耐久性

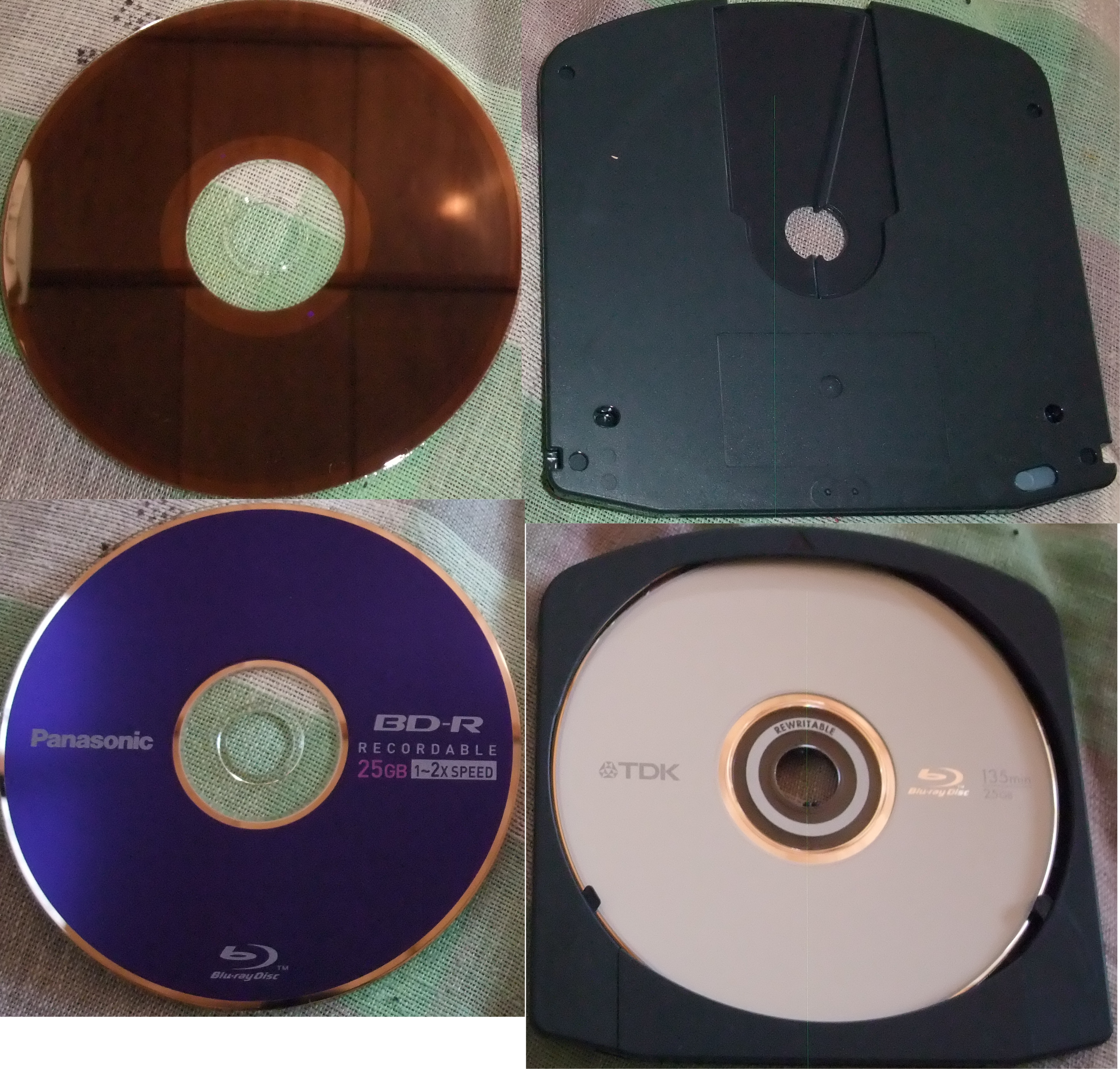
耐久性に問題があった当初の規格ではカートリッジがついていた（右）。のちにベアディスクに改良（左）。

以下の理由により、BDはDVD用などのBD非対応の不織布ケースに入れると記録面が破損するおそれがあるため、繊維をきめ細かくしたBD対応の不織布ケースが販売されている。

### 初期製品
BD規格の機器や、対応ディスクが発表された当時の技術では、対応メディアの表面に些細な汚れや傷がついただけで、そのメディアが使用不能状態に陥るほどの脆弱性に悩まされ、対策として、カートリッジ内にディスクを密閉する方式を採用した。
カートリッジ入りのため、メディア全体の容積が増え、取り扱い性の悪さや、ノートパソコン向けドライブの小型化が難しいという点で、BD普及の大きな障害となっていた。
また、DVDはハードコーティング製品を除き傷のついた部分を均一に研磨すれば使用できるが、BDは保護層が0.1mmと非常に薄いため、初期のメディアでは表面研磨をすると再生できなくなる。

### 耐久性の向上
BD-ROMやBD-Rは、規格制定当初からHD DVDと同様、カートリッジを必要としないベアディスクであり、BD-REものちにバージョン2.0で「ベアディスク」に対応させることになった。それぞれの物理フォーマットには、メディアの表面硬度に関する規定が追加された。このベアディスク化を実現するため、ハードコート技術の開発が急務となった。
これに対応する技術として、TDKがディスクの耐久性向上技術「DURABIS（デュラビス）」を開発。このDURABISをはじめとする各種ハードコート技術により、傷や汚れなどによる問題や、小型ドライブの問題も解決のめどが立ち、HD DVDに対して対等、もしくはそれ以上の条件が揃った。
初期のBDドライブは、ピックアップレンズとディスク表面までの距離が0.3mm程度であり、HD DVDの1mm程度と比較すると3分の1しかなく、表面カバー層も0.1mmと非常に薄いため、振動でピックアップレンズとディスクが衝突しやすかった。そこで車載などの用途への仕様を満たすため、接近検知時間がDVDの3分の1以下のより高精度な接近検知システムを搭載することとなった。接近検知時間は0.8msとなっている。

### DURABIS
DURABIS（デュラビス）は、TDKのハードコート技術の名称である。英: DURABILITY（耐久性）と英: SHIELD（盾/保護物）からの造語で、優れた耐久性を表現するよう命名された。傷に強くスチールウールで100〜200回擦ったぐらいでは影響がほとんどないほどの耐久性を持つ。また、指紋汚れやチリ・ほこりがつきにくい。PlayStation3のローンチ直後のBD-ROMの時点からベアディスクが採用されたため、DURABISも事実上採用されている。
DURABISは、当初青紫色半導体レーザー方式の第3世代光ディスク（BDやHD DVD）向けに開発された技術であり、のちにDVD・BD用途へと採用された。従前、TDKではDVDにおいては「超硬（スーパーハードコート）」（ヨーロッパ：Scratch Proof Disc、アメリカ：Armor Plated Disc）としてハードコート技術を展開しており、すでにDVD-Rで「超硬」「UV超硬」ブランドを掲げた製品を発売していたが、BDへのハードコート技術の展開を期にブランド名を「DURABIS」に統一した。DVDに最適化したものを「DURABIS1」、BD用を「DURABIS2」、放送用を「DURABIS PRO」としている。
2006年（平成18年）4月18日に、「DURABIS2」を採用したBD-R/REディスクを発売した。なお、同社は2007年（平成19年）には8年後の2015年（平成27年）12月末以降の光ディスク（グループ企業のイメーション製品のBlu-ray DiscメディアとDVDメディアを含む）の新製品の開発と製造終了とともに全面撤退することを発表しており、すでに撤退している。

## Blu-ray Disc規格の採用例
ディスクの大きさ（直径12cm、厚さ1.2mm）はCDならびにDVDと共通だが、BD規格はCD規格やDVD規格と独立しているため、BD対応機器におけるCD/DVDの記録・再生機能は必須ではない。しかし商品企画の段階において現行のCDやDVDも使用できる製品として商品化が進められたため、ほとんどのBD対応機器やBDドライブでは光ピックアップが3波長化され、CDやDVDも利用可能となっている。現在の民生用のBDプレーヤー / BDレコーダー製品では、CD・DVD・BDの記録フォーマットであるCD-DA・DVD-Video・BDMVの再生が基本機能としてサポートされており、ユニバーサルプレーヤーとなっている。
パソコン向けの記録・再生ドライブ、およびBDドライブを内蔵したパソコンは2006年6月に発売された。

### ビデオカメラ
- 2007年
  - 日立製作所は7月20日、撮像から記録まで1920×1080画素のフルハイビジョンで一貫して処理するための民生用ビデオカメラ向け基幹技術を新開発したと発表[発表 20]。「高品位映像音声コーデックLSI（民生用）」「高画質カメラ画像処理LSI」「8cmBD/DVDドライブ（世界初）」「約530万画素CMOS撮像素子」などにより、フルハイビジョンBDビデオカメラとして製品化する。
  - 日立製作所は8月2日、世界初のフルハイビジョンBDビデオカメラ「BDカムWooo」[発表 21]として「DZ-BD7H」「DZ-BD70」を発売すると発表し[発表 22]8月30日に発売された。「DZ-BD7H」は30GBのHDDとBDドライブのハイブリッドで「DZ-BD70」はBDドライブのみとなる。8cmで7.5GBのBD-R、REメディアは8月10日に日立マクセル[発表 23]・三菱化学メディア[発表 24]・TDKより発売された。
- 2008年1月、日立がBDカムWoooの第2世代製品を発表。60GBのHDDとBDドライブのハイブリッドでBD単独記録（HDD非搭載）モデルはラインナップから外れている。

### パソコン用ソフトウェア
パソコン上でBDを再生するソフトは、2006年春ごろから販売が始まった。当初は他の機器やサービス同様HD DVDとBDの両方をサポートするソフトウェアが多かったが、2008年春に東芝がHD DVDから撤退して以降同機能を削減して発売をするソフトウェアが増えた。また、編集ソフトなどの中にはBDへの出力をサポートするソフトも増えている。
- Adobe Premiere Pro CS3以降
- Adobe Encore CS3以降 （Adobe Encore CS3以降はAdobe Premiere Pro CS3以降に同梱されている）
- Corel WinDVD（8以降の上位バージョン、バンドル版の各BDバージョン、10 ProをVer.10.0.5.536以上にアップデートするとBlu-ray 3D対応になる）
- Corel VideoStudio（11Plus、12plus、X3以降）
- Corel MovieWriter（6、7、2010、バンドル版の各BDバージョン）
- CyberLink PowerDVD（PowerDVD 9Ultra、10Ultra、10はBlu-ray 3D対応）
- CyberLink PowerDirector
- Roxio MyDVD（VideoLab HD）
- Sony Vegas Pro 9
- Sony Vegas Movie Studio 10
- Mac Blu-ray Player[注 22]（2011年11月現在で唯一のmacOSに対応するBlu-ray再生ソフトウェア[注 23]）
- グラスバレー EDIUS
- グラスバレー EDIUS Neo
- ArcSoft TotalMedia Theatre

### レンタル店舗
2006年6月に最初の映画ソフトとなる7作品がBlu-ray化されている。最初期のBD-ROMはほとんどがソニー・ピクチャーズの作品であった上に、ディスクジャケット裏面のデザインがほとんどのソフトで統一され、ディスクケースがこの時点から青色で統一されていた。
北アメリカでは2007年6月18日、全米に7,000以上の店舗を展開している米ビデオレンタルチェーン最大手のブロックバスターはBD規格のビデオタイトル取り扱い店舗を7月半ばまでに1,700店まで増やすと発表した。同社では2006年末から250店舗で実験的にBDとHD DVDでビデオタイトルをレンタルしてきたが、割以上の顧客がBDタイトルを選択していたため、BDタイトルの拡充を決定した。実験時の250店舗およびオンラインではHD DVDも取り扱いを続けた。
また、同様に北アメリカレンタル店舗大手のNetflixも、Blu-rayのみ取り扱うことを2月12日に発表している。
一方で日本では試験レンタルを開始する際、レンタルの動向などを調べる目的でTSUTAYAやゲオ、SPEや20世紀 フォックス ホームエンターテイメント ジャパンなどの22社により「Blu-ray研究会」が設立される。
- ゲオ
  - 2007年12月4日、22社26店舗が2007年12月 - 2008年2月に限られた店舗で試験レンタルを実施する[52]。
  - 2008年4月12日より全国800余店舗にてブルーレイ48タイトルのレンタルを開始した[発表 25]。
- TSUTAYA
  - 2008年3月19日より主要都市10店舗で45タイトルのレンタルを開始した。
  - 2008年夏までに全国1,300余店舗で導入を目指すと発表している[発表 26]。

### ゲーム機用ディスク
2023年現在ではPlayStation 3,PlayStation 4,Xbox One,Xbox Series X向けのBD-ROMが供給されている。ただし、Xbox One/Xbox Series XのディスクはBD-ROMのライセンスを取得した規格ではなく、一部の作品はOne/Series X版両方に対応した「スマートデリバリー」対応のディスク版も存在。ゲームデータを直接読み出してプレイする方式のゲーム機はPlayStation 3のみであり、PS3に挿入したゲーム用ディスクに傷がつくとプレイに支障が出ることがある。PS3,PS4の間では、2014年に短期間開催された「アップグレードプログラム」でPS4のダウンロード版の作品を低価格で購入し、PS3版のディスクをPS4に挿入することでゲームをプレイできるようにする制度が存在した。
なお、PS3とPS4ではCPU構造の違い（PS3はPowerPC、PS4はx86-64ベース）、OSの容量の膨大さなどの問題から同時移植作品の場合は必ずPS4の方が容量が大きくなる傾向にあり、PS3で二層BDを採用した作品はごくわずかになった。一方で、圧縮技術の進歩によりPS4とPS5のゲームディスクではPS5版の方が容量が低くなるケースも存在。PlayStation 3版のゲームは後にゲームデータの一部またはほぼ全部をソフト側でインストールを義務付けする作品も増加し、「グランド・セフト・オート V」、「メタルギアソリッド4(一部のみインストール)」、「ウォッチドッグス」、「グランツーリスモ5（6は対象外）」、「みんなのGOLF 6」、「リトルビッグプラネット」などが該当。

## 年表

### BD規格策定前
BDに採用された技術等を挙げる。
- 1999年7月、ISOM/ODS'99でソニー、フィリップスがDVR-Blue規格発表。カバー層0.1mm、NA=0.85、変調方式1-7pp、誤り訂正方式LDC/BISなどBlu-ray Discに採用された技術が開発された。
- 2001年10月、CEATEC JAPAN 2001時点でのDVR-Blue方式と2層相変化RAM方式のそれぞれのメンバーは、DVR-Blue方式がソニー（初代法人、現：ソニーグループ）、フィリップス、パイオニア、シャープで、2層相変化RAM方式が松下電器産業（現：パナソニックホールディングス、以下パナソニック）、日立製作所、東芝（映像機器事業部、現：TVS REGZA）、日本ビクター（現：JVCケンウッド）である。
- 2001年10月15日、松下電器産業が2層相変化記録方式の容量50GBの書き換えディスクを発表。質疑応答で「フォーマットが二分されるのは好ましくない、統一するよう努力する」と述べた。のちに2層技術、アドレス検出方式STWなどがBlu-ray Discに採用された。

### BD規格策定から規格争い終結まで
- 2002年

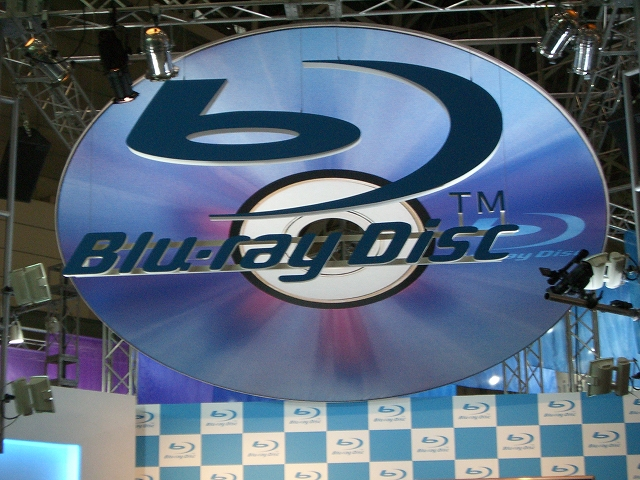
2005年CEATECの模様

  - 2月19日、日立製作所、LG電子、パナソニック、パイオニア、フィリップス、サムスン電子、シャープ、ソニー、トムソンの9社がBlu-ray Disc（BD）の規格を策定したことが発表される。その中にDVDフォーラム中核企業である東芝は含まれていなかった。
  - 5月20日、上記の9社によりBlu-ray Discの規格策定を行うBlu-ray Disc Foundersが設立される。
- 2003年
  - 4月10日、ソニーは世界初のブルーレイディスクレコーダー・BDZ-S77を発売。
  - 5月28日、三菱電機がBlu-ray Disc Foundersに加盟。以後Blu-ray Disc Associationへの移行（後述）までにデル、ヒューレット・パッカード（HP）、TDKが加盟する。
  - 録画機器と録画用書き換えメディアの製品化が始まる。
  - ソニーはBD規格をカスタマイズした容量23.3GB（片面1層）の「プロフェッショナルディスク」を開発し、業務用のハイビジョン録画・編集機器とコンピュータ補助記憶装置に採用した。
- 2004年
  - 5月18日、規格策定団体「Blu-ray Disc Founders」を「Blu-ray Disc Association」と改称し、多くの企業が参加できるオープン団体に移行すると発表。10月4日に正式に発足した。これにより多くの会社（発足時点で73社、2006年6月時点で170社以上）がBlu-ray Disc Associationに参加した。
  - 7月、松下電器産業は世界初の片面2層ディスクの記録に対応したブルーレイディスクレコーダー、「real」DMR-E700BDを発売。
  - 9月21日、ソニー・コンピュータエンタテインメントが次世代ゲーム機「PlayStation 3」にBD-ROM採用を発表。ゲーム機としての仕様がほとんど発表されていない中での採用メディアの発表であった。
- 2005年5月、松下電器産業が、アメリカロサンゼルス近郊にスピンコート技術を使ったBD量産工場[53]を稼動させたことを発表。BD-ROMディスクがDVDに近いコストで製造できることを証明した。ソニーはシート方式を用いて製造していたが、コストや2層ディスクの製造効率が悪いことなどから、2006年までにスピンコート方式に転換[54]した。
- 2006年
  - 6月10日、松下電器産業はBDドライブ（内蔵型の記録ドライブ単体）および片面2層構成、記憶容量50GBのBDを発売。同ドライブを内蔵したPCも6月から発売した。
  - 6月、サムスンはBD-ROMプレーヤをアメリカで発売。同時期にソニーピクチャーズは、LionsgateからBD-ROM映画ディスクを発売。日本でもアメリカのソフトを再生できるため[注 24]、BD搭載PCを用意すればソフトが再生できる状況となった。
  - 8月29日、国内のソフトウェアメーカー14社とハードウェアメーカー5社が合同発表会を開催し、11月以降に75タイトル以上を発売することを発表した。国内第1号ソフトとして11月3日にワーナーやソニー・ピクチャーズ等から7タイトルが発売された。
  - 10月14日、ソニーから世界初のBDドライブ搭載のノートPC、VAIO type Aが発売。
  - 11月10日、20世紀FOXは世界初の2層50GBソフト、「キングダム・オブ・ヘブン」を日本で発売。
  - 11月11日、ソニー・コンピュータエンタテインメント（現：ソニー・インタラクティブエンタテインメント）はBDプレイヤーを兼ねた家庭用ゲーム機「PlayStation 3」を日本で発売[注 25]。
  - 11月15日、松下電器産業は、民生用BDレコーダーとして初めてBD-Videoの再生に対応した「ブルーレイDIGA」DMR-BW200/BR100を発売。
- 2007年
  - 4月23日、業界最大の青紫色半導体レーザー月産170万個体制を確立[発表 27]、外販強化、コストダウンも進む。
  - 5月15日、ドルビーTrueHDを採用した史上初の長編作品であるStomp the Yardが発売。
  - 8月30日、中国の大手AV機器メーカである華録集団（CHLG）と台湾のPCメーカであるエイサーがBDAに加盟。華録集団は中国国内にオーサリングセンターを設立予定。エイサーはBDドライブ搭載ノートPCを製品化予定[55]。
  - 11月27日、Blu-ray Disc Associationは声明文で業界の販売データを引き合いに出しBlu-ray映画ディスクの販売本数が100万本を超えたこと、欧州向けに製造されたBlu-rayゲームディスクが2,100万本を突破したことを報告したとロイターが報道した[56]。
  - 12月4日、TSUTAYA等のビデオレンタル事業者、松下電器産業などのAV機器メーカー、20世紀フォックスなどの映像ソフトメーカー、合計22社が「ブルーレイレンタル研究会」を設立。ゲオなどのビデオレンタル店13社（合計26店舗）で2008年2月29日まで試験的にBlu-ray Discビデオのレンタルを開始。レンタル価格はDVDビデオの新作と同額[57]。なお最大手のTSUTAYAはこの試験に参加していない。
  - 10月にはエイベックス、11月にアスミック・エース、ジェネオン[注 26]がBD参入を発表している。
- 2008年
  - 1月、BD-ROMビデオのProfile 1.1（ピクチャーインピクチャーなどのインタラクティブ機能を実装）に準拠した初のタイトルとして『バイオハザード』が北アメリカで発売された。
  - 1月8日、アメリカで世界最大級の家電展示会「2008 International CES」が開催される。
    - International CESではBD-ROMのProfile 2.0に実装されるBD-Live（ネットワーク機能など）のデモが展示された。2008年内にソフトが発売され、対応プレーヤーの発売やPlayStation 3の対応ファームウェアも予定されている。

  - 1月30日、EMIミュージック・ジャパンはBD参入を発表。
  - 3月19日、TSUTAYAが全国の主要都市10店舗でBDソフトレンタル開始。

### 規格争い終結後
- 2008年
  - 4月12日、ゲオが全国約800店舗でBDソフトのレンタル開始[発表 28]。
  - 6月11日、歌手のT.M.Revolutionが世界初となるBlu-ray DiscつきのCDシングル「resonance」を発売した。BDの内容映像は同曲のビデオクリップである。
  - 7月15日、TSUTAYAが7月19日から1,339店舗全店（2008年7月15日当時）でBlu-ray Discレンタルサービスを開始すると発表[58]。
- 2009年
  - 6月25日、東芝社長西田厚聰が今後のBlu-ray Discの展開に触れた発言を行う。株主総会にて「規格争いに負けたから一切やらないということではない」と発言[59]。
  - 7月18日、東芝は、BD「再生専用機」の発売（2009年内）を発表した。再生専用機発売の理由は、海外では録画習慣が日本に比べて少ないこと、テレビ番組のインターネット配信が日本よりも普及し、日本で主流の録画再生機の需要増大が見込めないためとしていた。その一方で、「録画再生機」の発売も需要状況検討するとの姿勢も示していた。
  - 8月10日、東芝はブルーレイディスクアソシエーションへの加盟を正式に申請した。今後は、BD対応の録画再生専用機「VARDIA」やBD対応のノートパソコン「dynabook」/「Qosmio」の発売を目指す予定とした。
  - 9月5日、東芝はBD再生機の欧米での発売を発表した。アメリカは11月、欧州は12月から。希望小売価格は、アメリカで249.99ドル（約2万3,000円）欧州では未定。日本を含むその他の地域での発売は未定であった。
  - 10月30日、民生機として業界初のHDD・BDレコーダー一体型液晶テレビを三菱電機が発売した。「REAL」2機種（LCD-37BHR300・32BHR300）。
  - 12月17日、Blu-ray Disc Associationが、Blu-ray 3D規格であるMPEG-4 MVCを規格策定した。
- 2010年
  - 2月中旬、東芝が船井電機のOEMでD-B1005K、D-BW1005K、D-B305Kの3機種を発売した。東芝のそれまでの製品構成は、HD DVD、DVDレコーダーのみであった。
  - 4月23日、Panasonicは、Blu-ray 3D再生対応機種、4機種（DMR-BWT1000・2000・3000、DMP-BDT900）を発売した。3D再生対応として民生機業界初。
  - 6月25日、ブルーレイディスクアソシエーションが、記録容量を最大128Gバイトに拡大したBlu-ray Discの新フォーマット「BDXL」の最終仕様を決定した。BDXLは3層で100GバイトのRE（最大2倍速）およびR（最大4倍速）、4層128GバイトのR（最大4倍速）が規定された。現行Blu-ray Discの仕様を延長した規格のため、25Gバイト / 50Gバイトの従来規格のディスクも再生可能。
  - 7月30日、シャープが「BDXL」規格に対応させた録画機「AQUOSブルーレイ」2機種と100GバイトのBD-R XL録画用ディスクの発売を開始。業界初の民生機。Panasonicも追従して9月に発売を開始した。これは既存発売機種への機能追加の製品であった。3D非対応機が2月発売済み機種、3D対応機が4月に発売済み機種、それぞれにブルーレイドライブをBDXL対応化させたものであった。
- 2011年11月、大手メーカーが従来型DVDレコーダーの生産終了。
- 2013年11月22日、マイクロソフトがBlu-ray Disc対応のゲーム機「Xbox One」を発売。マイクロソフトはXbox Oneの前モデルである「Xbox 360」にてHD DVDドライブユニットを発売していた。
- 2015年
  - 5月11日、Ultra HD Blu-rayの規格（最大解像度3840x2160ピクセル、HDR、Digital Bridge、片面2層で66GB、片面3層で100GB）策定完了を発表[発表 29]。
  - 光ディスク市場の急速な縮小により、太陽誘電が本年をもって撤退[4]。
  - 12月末、TDKがBlu-rayディスクメディア（イメーションブランドと同社のLife On RecordブランドのBlu-ray Discを含むその他のディスクメディア全製品）からの完全撤退を発表[注 27]した[発表 30][60]。
- 2016年8月2日、マイクロソフトがUltra HD Blu-ray対応のゲーム機「Xbox One S」を発売。
- 2018年11月10日、ソニーが世界初、4層128GBのBD-R XLメディアを開発・発売[61]。
- 2020年11月12日、ソニー・インタラクティブエンタテインメントがUHD BD対応のゲーム機「PlayStation 5」[注 28]を発売。
- 2023年1月23日、パナソニックが同年2月末をもって、2006年に開始した録画用Blu-rayディスクの生産・出荷を完了すると発表[62][63][64]。
- 2024年7月1日、ソニーが録画用Blu-rayディスクの生産・出荷を段階的に終了することを発表[65]。
- 2025年
  - 1月23日、ソニーが録画用Blu-rayディスクの生産・出荷を2月に打ち切ると発表[5]。
  - 1月31日、Verbatim Japanとアイ・オー・データ機器がBlu-rayほか複数の光ディスク製品の製造を継続すると発表[発表 31]。

## 備考
- 2010年以降のブルーレイプレイヤーは、通常のBD-ROM用プロテクトに加え、「Cinavia」でBD-ROMの音声出力・または再生そのものを対策する場合がある。特にCinaviaは、消費者向けのBD-ROMではなく、業務用のディスクや著作権を公開してはいけない作品が記録されたBD-ROMにおいて効果を発揮する。
- BD-ROMをPlayStation 3〜PlayStation 5のPlayStationシリーズに挿入すると、専用のジャケット画面が再生前のメニュー画面の項目に表示されることがある。ジャケットでは二枚組のディスクでない場合でも「DISC 1」の表記が付与されていることが多い。ジャケットの画像サイズはPS3のXMBに基づいたものが多い。
- BD-ROM再生直後は画面がかならず暗転し、ディスクごとに異なる専用のローディングアイコンが表示される。その後、プレイヤー上で再生アイコンが表示され、版権表示が行われる。20世紀FOX、ユニバーサルなどは例外として先にカンパニーロゴの映像が流れた後にローディングアイコンが表示される。また、邦画ビデオに関してもローディングなしで映像が再生直後に流れ続けることもある。
- CPRMに対応したBD-R（BD-RE ver2.0以降）にテレビ放送を録画した場合、録画した番組のデータ(ISDB)を全て劣化なく移植することが可能。
- Blu-ray Discはほとんどの映画において標準規格である24fps（23.98fps）の映像をそのまま投影できる。DVDでは30fps（NTSC）・25fps（PAL）に固定されているが、一部のブルーレイディスク用プレイヤー（Xbox Oneなど）と対応テレビを用意することで1080p 24p出力が可能である。